# Polygonia nakaharai
Polygonia nakaharai är en fjärilsart som beskrevs av Shuhei Nomura 1937. Polygonia nakaharai ingår i släktet Polygonia och familjen praktfjärilar. Inga underarter finns listade i Catalogue of Life.